# لاله صدیق

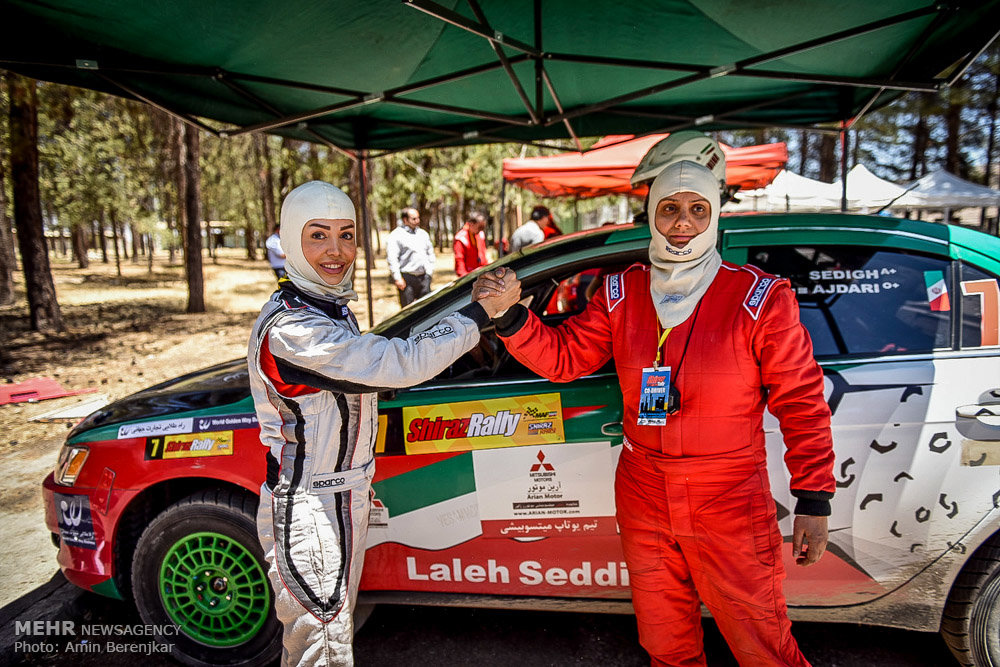
لاله صدیق در اولین دوره رالی قهرمانی سال در شیراز سال ۲۰۱۶

لاله صدیق (متولد بهمن ۱۳۵۵، تهران) ورزشکار ایرانی در چند رشته از جمله اتومبیل رانی، سوارکاری، و خلبانی می‌باشد و سابقه قهرمانی در رقابت‌های اتومبیل‌رانی رالی بانوان و سوارکاری بانوان ایران را در کارنامه دارد. لاله صدیق نخستین زن در تاریخ جمهوری اسلامی ایران است که در یکی از رشته‌های ورزشی (اتومبیل‌رانی) به رقابت با مردان پرداخته‌است. وی همچنین به عنوان مسئول آموزش بخش بانوان فدراسیون اتومبیل‌رانی ایران، مشغول به فعالیت است.

## زندگی
لاله متولد سال ۱۳۵۵ در تهران و نخستین فرزند یک خانواده ۶ نفری است. وی هم‌اکنون ساکن تهران و دانشجوی دکتری مهندسی محصول است. لاله سابقه تدریس در دانشگاه آزاد اسلامی را نیز در سابقه علمی خود دارد.

## خودرورانی
لاله صدیق از ۱۳ سالگی به تمرین رانندگی می‌پرداخت و به تماشای مسابقات رانندگی می‌رفت. وی در این رابطه می‌گوید:

حتی سال‌های دبیرستان هم روزهای پنج‌شنبه با ماشین می‌رفتم مدرسه. بعداً که گواهینامه گرفتم می‌رفتم پیست و مسابقات را نگاه می‌کردم. گاهی بعد از پایان مسابقه آقایان از مسئولان می‌خواستم اجازه دهند من با ماشینم در پیست فقط دور بزنم

وی فعالیت حرفه‌ای خود را از سال ۱۳۷۶ آغاز کرد؛ هنگامی که برای نخستین بار زمزمه‌های برگزاری مسابقات رالی در ایران به گوش می‌رسید. او در مسابقات کارتینگ نیز تجاربی دارد، و یک‌بار حین مسابقه کارتینگ تصادف کرد و از ناحیه سر و ستون مهره دچار آسیب‌دیدگی شدید شد.

## فیلم سینمایی جنجالی «لاله»
زندگی لاله صدیق موضوع فیلمنامه فیلم سینمایی جنجالی «لاله» قرار گرفته‌است. ساخت این فیلم طی چند سال گذشته با حاشیه‌های بسیاری برای دولت محمود احمدی‌نژاد و مرکز گسترش سینمای مستند و تجربی همراه بوده‌است. این فیلم سال۱۴۰۰ در سینماهای ایران اکران شد.

## فیلم اتومبیلران دختر
در سال ۲۰۰۸ داریوش بازرگان برای کارگردانی فیلمی به نام Girl racer برای برنامه This world کانال دو بی‌بی‌سی به ایران آمد. این فیلم مستندی از زندگی لاله صدیق به عنوان یک زن اتومبیل‌ران ایرانی بود. او در این فیلم به بررسی چالش‌ها و موانع زنان ایرانی برای شرکت در اینگونه مسابقات پرداخت. کارگردان ضمن به تصویر کشیدن مشکلات لاله صدیق برای کسب جواز مسابقه با مردان او را با آنجلینا جولی مقایسه کرده‌است.

## تقلب در مسابقات GT1600
پس از پنجمین مسابقه سرعت قهرمانی کشور (سال ۱۳۸۶) در پیست استادیوم آزادی، در پایان مسابقات GT۱۶۰۰، وقتی که صدیق بدون بازرسی خودرواش محل مسابقه را ترک می‌کند کارشناسان با مراجعه به پارکینگ خصوصی لاله صدیق با دو اتومبیل مشابه اما با موتورهای متفاوت روبرو می‌شوند. لاله صدیق متهم می‌شود که در مسابقات تقلب کرده‌است و سر انجام به یک سال محرومیت از مسابقات محکوم می‌شود.
محمدرضا پازندمهر، قهرمان مسابقات اتومبیل‌رانی قهرمانی کشور بین سال‌های ۱۳۸۸ تا ۱۳۹۲، در خصوص تقلب صدیق می‌گوید:
نمی‌خواستم این گونه همه چیز را بگویم، اما وقتی می‌بینم حق بقیه خورده می‌شود و کسی را به عنوان الگو مطرح می‌کنند که اصلاً شایستگی ندارد واقعاً ناراحت می‌شوم. تمام مسئولان وقت فدراسیون (سال ۱۳۸۶) صورت جلسه محرومیت او را امضا کردند و تمام اسناد و مدارک آن در فدراسیون موجود است. اگر کسی می‌خواهد نسبت به این مسئله مطمئن شود همه مدارک را نشان می‌دهم. هر وقت می‌خواستیم در مورد تقلب این خانم در مسابقات صحبت کنیم می‌گفتند شما با حضور و فعالیت بانوان مشکل دارید، اما اصلاً این‌طور نیست. ما به زحماتی که بانوان می‌کشند خیلی هم احترام می‌گذاریم، اما به شرط این که واقعاً زحمت کشیده باشند، نه این که با تقلب صاحب مقامی شوند. کسی باید الگوی واقعی بانوان ایران شود که حقش باشد. وقتی خانمی مثل زهره وطن‌خواه زحمت می‌کشد و قهرمان می‌شود کسی چیزی نمی‌تواند بگوید.

## ماشین موردعلاقه لاله صدیق
او می‌گوید ماشین موردعلاقه من «بوگاتی ویرون» است که البته سریع‌ترین ماشین شهری است که تاکنون ساخته شده‌است و چهارصد و هفت کیلومتر سرعت آن است. ماشین شهری من «هیوندای سوناتا» است و دوست دارم معمولاً بین خانواده بنز یا بی‌ام‌و ماشین داشته باشم. 